# Delma
Delma es una marca suiza de relojes ubicada en la ciudad de Lengnau bei Biel, Suiza.

## Historia
La compañía fue fundada en Lengnau bei Biel en 1924 por Adolf and Albert Gilomen como «A. & A. Gilomen S.A», bajo esa empresa registraron 4 marcas: Thuya, Midland, Delma y Gil. En 1966 la compañía fue comprada por Ulrich Wüthrich y Fritz Fankhauser con lo que pasa a llamarse «Delma Watches Ltd.»